# Keita Nakano
Keita Nakano (japanisch 中野 桂太 Nakano Keita; * 27. August 2002 in Kusatsu, Präfektur Shiga) ist ein japanischer Fußballspieler.

## Karriere
Keita Nakano erlernte das Fußballspielen in der Jugendmannschaft von Kyōto Sanga. Hier unterschrieb er im Januar 2021 auch seinen ersten Profivertrag. Der Verein aus Kyōto, einer Stadt in der Präfektur Kyōto, spielte in der zweiten japanischen Liga, der J2 League. Sein Zweitligadebüt gab Keita Nakano am 7. März 2021 im Heimspiel gegen den Matsumoto Yamaga FC. Hier wurde er nach der Halbzeitpause für Hiroto Nakagawa eingewechselt. Mit dem Verein aus Kyōto feierte er Ende 2021 die Vizemeisterschaft und den Aufstieg in die erste Liga. Nach insgesamt vier Ligaspielen wechselte er im Januar 2023 nach Tokushima zum Zweitligisten Tokushima Vortis. Nach elf Ligaspiele wechselte er Ende Juli 2024 bis Saisonende auf Leihbasis zum Drittligisten Vanraure Hachinohe. Für den Verein aus Hachinohe bestritt er zwei Ligaspiele. Nach der Ausleihe kehrte er zur Vortis zurück. Hier wurde sein Vertrag nicht verlängert und er wechselt im Januar 2025 zum Drittligisten Tegevajaro Miyazaki.

## Erfolge
Kyoto Sanga FC
- Japanischer Zweitligavizemeister: 2021  ▲